# Daniel Vasile Petrescu

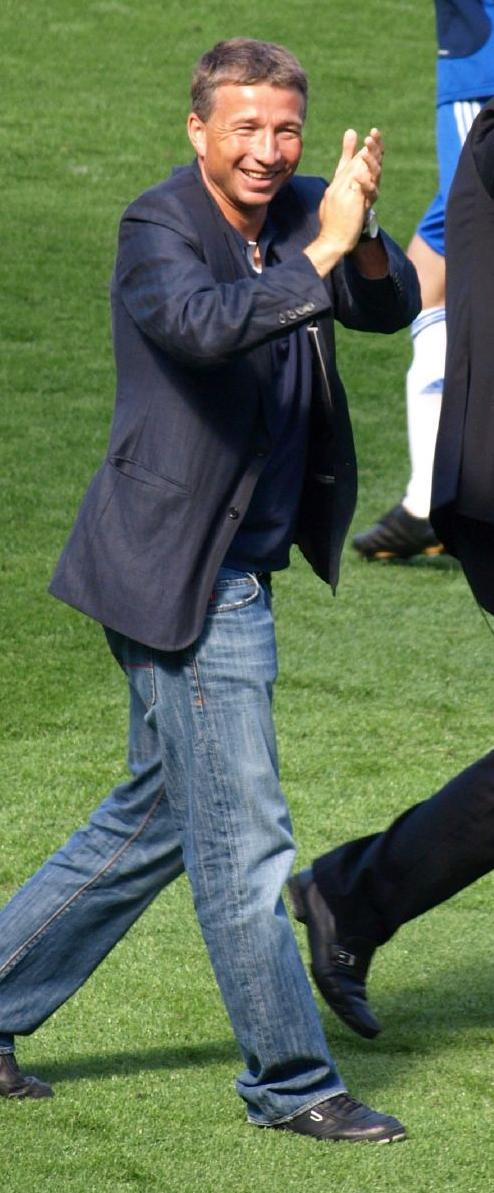
Daniel Vasile Petrescu

Daniel Vasile Petrescu (Bucarest, 22 de desembre de 1967) fou un futbolista romanès i actual entrenador de futbol.
Es formà al Steaua Bucureşti on debutà al primer equip el 1986, club amb el qual arribà a les semifinals de la Copa d'Europa el 1988 i a la final el 1989. Aquest mateix any debutà amb la selecció de Romania. L'any 1991 es traslladà a Itàlia on defensà els colors de la US Foggia i del Genoa C&FC. El 1994 destacà a la Copa del Món de futbol i immediatament es traslladà a Anglaterra on signà pel Sheffield Wednesday. Un any més tard fitxà pel Chelsea FC on jugà un total de 5 temporades, guanyant la Copa el 1997 i la Copa de la Lliga i la Recopa d'Europa el 1998. Acabà la seva trajectòria a Anglaterra als clubs Bradford City i Southampton.
Amb la selecció fou 95 cops internacional. A més del Mundial de 1994 disputà l'Eurocopa de 1996 i el Mundial de 1998.
L'any 2004 començà la seva carrera d'entrenador al seu país natal. També entrenà el 2006 al Wisła Kraków polonès.